# ロナルド・グレーブ
ロナルド・グレーブ(Ronald John Grabe、1945年6月13日-)は、ニューヨーク出身のアメリカ航空宇宙局の宇宙飛行士、アメリカ空軍の元大佐である。
殊勲飛行十字章、7葉のエア・メダル、メリトリアスサービスメダル、w:Air Force Cross (United Kingdom)、w:NASA Exceptional Service Medal、w:NASA Space Flight Medalを受章している。

## 教育と初期のキャリア
1962年にニューヨークのストイフェサント高校を卒業し、1966年に空軍士官学校で工学の学士号を取得した。1967年には、フルブライト奨学生として、ダルムシュタット工科大学で航空工学を学んだ。
1967年にアメリカ合衆国に帰国すると、テキサス州のランドルフ空軍基地でパイロットとしての訓練を受けた。その後、ニューメキシコ州キャノン空軍基地の第27飛行隊でF-100に乗った。1969年にベトナム共和国のビエンホア空軍基地でF-100のパイロットとして配属され、200回の航空戦を行った。
1970年、キャノン空軍基地の第27飛行隊に再配属され、F-100とF-111に乗った。彼は、F-111Dの兵器システムの運用試験や評価にも参加した。1974年にアメリカ空軍テストパイロット学校に通い、1975年に卒業して、空軍飛行試験センターでA-7とF-111のテストパイロットを務めた。彼は、空軍の戦術戦闘機用デジタル飛行制御システム(DIGITAC)のプログラムマネージャ及びチーフプロジェクトパイロットを務め、後に1976年から1979年まで、人事交流でイギリスのボスコム・ダウン基地でイギリス空軍のテストパイロットを務めた。この期間の間、彼はBAe ハリアー IIとBAe シーハリアーのチーフプロジェクトパイロットを務めた。NASAの選考に通ったことが通知された際には、カリフォルニア州のエドワーズ空軍基地で教官を務めていた。
これまでの飛行時間は、5,500時間を超える。

## NASAでのキャリア
グレーブは、1981年8月にNASAの宇宙飛行士となった。NASAでは、STS-3とSTS-4のチーフテストパイロット、Operations Integration, Space Shuttle Program Officeの副マネージャ、その後、Astronaut Officeのトレーニングチーフを務めた。1985年10月のSTS-51-Jと1989年5月のSTS-30では操縦手、1992年1月のSTS-42と1993年6月のSTS-57ではミッションコマンダーとして、4度の宇宙飛行経験を持つ。
合計627時間宇宙に滞在し、1994年4月11日にNASAとアメリカ空軍を去って、バージニア州ダレス (バージニア州)|ダレスのオービタル・サイエンシズに加わった。

### 宇宙飛行経験
STS-51-Jは、2度目の国防総省スペースシャトルミッションであり、1985年10月3日にフロリダ州のケネディ宇宙センターから打ち上げられた。これは、アトランティス (オービタ)|アトランティスの処女飛行であった。10月7日、アトランティスは、エドワーズ空軍基地に着陸した。ミッション期間は、97時間14分38秒であった。
STS-30では、1989年5月4日にケネディ宇宙センターからアトランティスが打ち上げられた。4日間のミッションで、1978年に米国が初めて打ち上げた惑星探査機であるマゼラン (探査機)|マゼラン金星探査機の放出に成功した。これは、スペースシャトルから初めての惑星プローブの放出であった。マゼランは、1990年代中盤に金星に到達し、金星の表面の95%以上をマッピングした。NASAで最も成功した科学ミッションの1つとなり、現在も金星の大気や金星の磁場についての情報を収集し続けている。さらに、流体や化学、雷雨の研究のための副次的ペイロードでの研究も行われた。地球を64周した後、1989年5月8日にエドワーズ空軍基地に着陸した。ミッション期間は、96時間57分35秒だった。
STS-42では、1992年1月22日にケネディ宇宙センターからエンデバー (オービタ)|エンデバーが打ち上げられた。11か国の科学者から提案され、科学の幅広い分野を含む55の実験がInternational Microgravity Laboratory-1モジュールで行われた。このユニークな宇宙の実験室の中で、乗組員は2つのシフトに分かれ、24時間通して作業を行った。この実験により、タンパク質結晶や半導体結晶の成長における微小重力の効果が調べられた。また、植物、組織、細菌、昆虫、ヒト前庭の無重力への反応も調べられた。8日間のミッションで地球を128周し、1992年1月30日にエドワーズ空軍基地に着陸した。ミッション期間は、193時間14分45秒だった。
STS-57では、1993年6月21日にケネディ宇宙センターからエンデバーが打ち上げられた。このミッションの主目的は、EURECAの回収であった。さらに、民間共用されたミッドデッキの拡張モジュールで、微小重力実験を行うためのスペースハブの初飛行であった。スペースハブでは、材料プロセス及びヒト因子に関する11の実験が行われた。将来のミッションの船外活動の評価プログラムの一環として、1度の宇宙遊泳が行われた。10日間のミッションを終え、1993年7月1日、ケネディ宇宙センターに着陸した。ミッション期間は、239時間45分だった。

## 私生活
カナダのオタワ出身の旧姓Lynn O'Keefeと結婚している。一男二女がいる。趣味は、スキー、ウィンドサーフィン、ラケットを使うスポーツである。